# Daniela Larreal
|  | Artikel eintragen | Dieser Artikel wurde aufgrund von inhaltlichen Mängeln in der Qualitätssicherung des Portals Radsport eingetragen. Dies geschieht, um die Qualität der Artikel aus dem Themengebiet Radsport auf ein akzeptables Niveau zu bringen. Bitte hilf mit, die inhaltlichen Mängel dieses Artikels zu beseitigen, und beteilige dich bitte an der Diskussion! |  |

Daniela Grelui Larreal Chirinos (* 2. Oktober 1973 in Maracaibo; † 11. August 2024 in Las Vegas, Vereinigte Staaten) war eine venezolanische Radrennfahrerin.

## Sportliche Laufbahn
Daniela Larreal nahm 1992 als 19-Jährige zum ersten Mal an den Olympischen Spielen teil, wo sie bei den Bahnradsportwettbewerben im Sprint antrat. Sie kam jedoch nicht in die Platzierungsränge. Insgesamt startete Larreal bis 2012 bei fünf Olympischen Spielen, wobei sie jedes Mal im Sprintwettbewerb vertreten war. In dieser Disziplin erzielte sie 2000 und 2004 jeweils mit einem achten Platz ihre besten Ergebnisse. Bei den Spielen 2012 wurde sie im Keirin-Wettbewerb Neunte und belegte im Teamsprint, gemeinsam mit Mariaesthela Vilera, Rang sieben.
Erfolgreich war die 1,67 Meter große Larreal insbesondere bei südamerikanischen Meisterschaften. Nach dem dritten Platz bei der venezolanischen Straßenmeisterschaft 2001 gewann sie bei den Zentralamerika- und Karibikspielen in San Salvador 2002 zwei Goldmedaillen im Sprint und im Keirin sowie eine Silbermedaille im 500-Meter-Zeitfahren. 2003 eroberte sie ebenfalls im Sprint und im Keirin zwei Silbermedaillen bei den Panamerikanischen Spielen in Santo Domingo, Dominikanische Republik. Überragende Athletin war sie bei den Bolivar-Spielen (Juegos Deportivos Bolivarianos) 2005 in Kolumbien, von denen sie mit vier Goldmedaillen zurückkehrte (500-m-Zeitfahren, Einzel- und Teamsprint sowie Keirin). Dreimal wurde Daniela Larreal panamerikanische Meisterin auf der Bahn: 2005 im Keirin, 2011 und 2012 gemeinsam mit Mariaesthela Vilera im Teamsprint.
Zwischen 1999 und 2012 nahm Larreal an sechs Bahnradsport-Weltmeisterschaften teil; ihr bestes Ergebnis war ein fünfter Platz im Sprint bei den Bahnradsport-Weltmeisterschaften 2003 in Stuttgart. Bei den Keirin-Wettkämpfen innerhalb des Bahnrad-Weltcups 2006/07 gewann Larreal das Rennen von Los Angeles am 21. Januar 2007 und wurde in der Cup-Endwertung Sechste.
Auch bei den Panamerikanischen Spielen 2011 war sie erfolgreich. Dort erreichte sie hinter Lisandra Guerra im Sprint den Silbermedaillenrang und gewann Gold im Keirin.

## Exil und Tod
Larreal äußerte sich auch politisch. Sie war eine Kritikerin von Staatspräsident Hugo Chávez, den sie beschuldigte, gemeinsam mit Sportminister Hector Rodriguez mit dubiosen Methoden Geld aus Venezuela ins Ausland beiseite geschafft zu haben. Als nach Chávez’ Tod dessen Nachfolger Nicolás Maduro ins Amt gekommen war, bezeichnete sie das venezolanische Regime als „Diktatur“. Daraufhin wurde sie gezwungen, Venezuela zu verlassen, und die Wiedereinreise wurde ihr verwehrt. Sie lebte und arbeitete in den USA, zunächst in Miami, wo sie als Fahrerin für den Personenbeförderungsdienst Uber tätig war, später als Kellnerin in Las Vegas.
Am 16. August 2024 wurde Daniela Larreal in ihrer Wohnung in Las Vegas tot aufgefunden, nachdem sie am 12. August nicht zur Arbeit in einem Hotel der Stadt erschienen war. Nach Medienangaben war sie am 11. August gestorben; Todesursache war nach denselben Angaben „Ersticken an Lebensmitteln“.

## Trivia
Daniela Larreals Vater, Daniel Larreal, war ebenfalls ein erfolgreicher venezolanischer Radsportler. Neben ihrer Sportkarriere absolvierte Daniela eine Ausbildung zur Sportlehrerin.